# Tero Pitkämäki
Tero Kristian Pitkämäki (* 19. prosince 1982, Ilmajoki) je finský atlet, oštěpař.
Na olympiádě 2004 obsadil 8. místo s výkonem 83,01 metrů a od té doby je jedním z nejlepších světových oštěpařů. V srpnu 2005 přehodil devadesátimetrovou hranici výkonem 91,53 metrů a byl favoritem mistrovství světa v atletice 2005, které se ten rok konalo v jeho rodném Finsku. Přesto skončil těsně pod stupni vítězů, na 4. místě. V roce 2006 získal stříbrnou medaili na evropském šampionátu ve švédském Göteborgu. Pitkämäki je znám svým rivalstvím s olympijským vítězem Andreasem Thorkildsenem. V roce 2007 se stal vítězem ankety Atlet Evropy.
14.10.2019 bylo oznámeno, že ukončil v 36 letech sportovní kariéru.

## Incident v Římě
V pátek třináctého července 2007 během Zlaté ligy v Římě poslal Pitkämäki během soutěže oštěp vlevo mimo výseč a zasáhl francouzského dálkaře Salima Sdiriho do zad. Sdiri byl hospitalizován v nemocnici a brzy propuštěn domů. Druhý den byl však Sdiri opět převezen do nemocnice. Ukázalo se, že jeho zranění je mnohem vážnější.